# スニフター

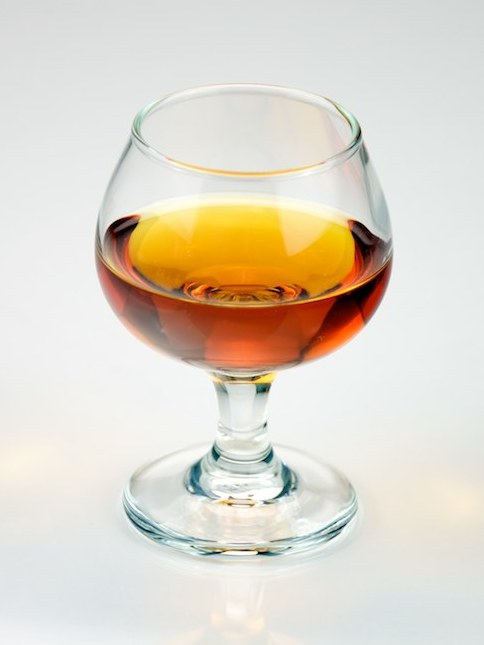
スニフターの例

スニフター（英語: snifter）は、チューリップ型の大型グラス。スニフターグラス、ブランデーグラス（英語: brandy glass）、テイスティンググラスとも呼ばれる。
特に、上がすぼまって狭くなったブランデーグラスをスニフターと呼ぶ。アンティークのアルコールランプの典型的な形状に口元近くが類似しているものが多くある。
「スニフター」とは「香りをかぐもの」の意で、上部のすぼまった部分にブランデーの香りが集まるように作られており、ストレートに香りを味わうためのグラスである。同様の理由で、ワイングラスでは、ブルゴーニュの一部に、すぼまった箇所が類似していることが多い。
グラスの容量は240ミリリットルから300ミリリットルほどあるが、そこに注ぐブランデーは30ミリリットルから45ミリリットルとするのが標準である。
ブランデー以外にも、ウイスキー、コニャック、アルマニャックなどを飲む際にも使用される。